# 森特鎮區 (堪薩斯州渥太華縣)
森特鎮區（英語：Center Township）為美國堪薩斯州渥太華縣轄下的鎮區。2010年美国人口普查中此鎮區人口有82人。

## 地理
森特鎮區涵蓋總面積為92.3平方（35.65平方英里），其中陸地面積為92.2平方（35.59平方英里），水域面積為0.16平方（0.06平方英里）或0.17%。

## 人口統計
根據2010年美國人口普查，森特鎮區人口有82人，其中男性有48人，女性有34人，人口密度為每平方公里0.89人，住房計36戶。鎮區內的白人有81人，非裔美國人有0人，美洲原住民有0人，亞裔美國人有0人，太平洋島裔美國人有0人，其他種族有1人，混血種族則有0人。此外鎮區內有3人為西班牙裔或拉丁裔美國人。此鎮區之年齡中位數為40.0歲，而男性年齡中位數為37.5歲，女性年齡中位數為47.5歲。

## 交通

### 主要公路
- 106號堪薩斯州州道